# NGC 3545
NGC 3545 في الفهرس العام الجديد، هي مجرة، تقع في كوكبة الدب الأكبر. اكتشفت في 26 مارس 1884 بواسطة إدوارد ستيفان.

## روابط خارجية
- NGC 3545 على موقع ويكي سكاي: DSS2, SDSS, GALEX, IRAS, Hydrogen α, X-Ray, Astrophoto, Sky Map, Articles and images